# Signoria di Malines
La Signoria di Malines (in francese Seigneurie de Malines in olandese Heerlijkheid Mechelen) è stata una signoria storica all'interno dei medievali Impero carolingio e, successivamente, Sacro Romano Impero, con capitale Malines.

## Storia
Malines sorse nell'XI secolo come centro dedito al commercio. Nel XII secolo il centro abitato si estese dalla riva sinistra del fiume Dyle all'altra parte del fiume stesso, dove sorgeva l'abbazia di Saint-Rombaut, sotto il controllo dei vescovi di Liegi già dal VIII secolo. Il controllo diretto di Malines da parte dei vescovi di Liegi risale al 1220 con Gualtiero V, un avvocato facente parte della borghesia cittadina, il quale governò la città per conto degli stessi vescovi col titolo di signore di Malines. Titolo che fu mantenuto dai successori di Gualtiero. Dello stesso periodo è la costruzione della prima cinta muraria della città che nel frattempo, oltre ai commerci, aveva sviluppato una florida attività manifatturiera. Verso la fine del XIII secolo la città si era tanto estesa che fu avviata la costruzione di una seconda cinta muraria.
Nel 1300, il vescovo di Liegi, cedette la Signoria di Malines ai Duchi di Brabante per poi rientrarne in possesso cedendola in pegno a diversi signori. La borghesia cittadina, i cui interessi economici erano oramai legati al Brabante, in virtù del proprio malcontento contro la politica del vescovo, strinse nel 1315 un'alleanza col Duca di Brabante. Noncurante di ciò il vescovo nel 1333 vendette, per 100 000 reali d'oro, la Signoria a Luigi I, Conte di Fiandra. Da questo ne scaturì un lungo conflitto tra il Ducato di Brabante e la Contea di Fiandra che terminò solo nel 1357 col trattato di Ath. Sotto l'arbitrato di Guglielmo III, Conte di Hainaut, Giovanna, Duchessa di Brabante, con suo marito Venceslao I di Lussemburgo, rinunciarono ai propri diritti sulla Signoria di Malines in favore di Luigi II di Fiandra il quale riuscì a ottenere l'appoggio della popolazione cittadina, abolendo le tasse sul sale e sul pepe provenienti da Anversa.
Quando, nel 1407, Filippo II di Borgogna e Margherita III delle Fiandre, dovettero dividere i propri possedimenti tra i tre figli, Giovanni di Borgogna ottenne la Signoria di Malines insieme al Ducato di Borgogna e la Contea delle Fiandre. Il figlio di Giovanni, Filippo il Buono riuscì ad accentrare sotto il controllo della Casa di Borgogna molte altre signorie della zona facendo sì che anche la Signoria di Malines andasse a costituire con altri possedimenti di Filippo, quelli che furono chiamati Paesi Bassi borgognoni. L'importanza commerciale e manifatturiera di Malines all'epoca era praticamente nulla ma la città ottenne nel 1473, un nuovo splendore sotto il figlio di Filippo, Carlo il Temerario quale sede designata di una delle due sezioni del consiglio ducale, il Parlamento di Malines. Stessa sorte subì nel 1479 la gestione delle finanze con l'istituzione di una Camera dei Conti unica a Malines, in luogo di quelle di Bruxelles, Lilla e L'Aia.
Nel frattempo, il matrimonio nel 1477 della nipote di Filippo, Maria di Borgogna con Massimiliano I d'Asburgo fece passare nuovamente di mano la Signoria di Malines. In questo periodo, insieme agli altri possedimenti della Casa d'Asburgo, la Signoria entrò a far parte delle Diciassette Province. Tra il 1507 e il 1530, sotto il governo di Margherita d'Asburgo, Malines fu la capitale dei Paesi Bassi.
Alla fine del XVI secolo, in seguito alla disgregazione delle Diciassette Province seguita alla guerra degli ottant'anni, Alessandro Farnese, in contrapposizione a Guglielmo I d'Orange che aveva riunito le province settentrionali e calviniste nella Repubblica delle Sette Province Unite, riuscì a ristabilire il dominio spagnolo sulle province meridionali e cattoliche, tra cui la Signoria di Malines, riunendole nei Paesi Bassi spagnoli.
Nel 1790 le Fiandre e le altre province costituenti i Paesi Bassi austriaci si unirono formando gli Stati Belgi Uniti, ribellandosi contro l'imperatore. La rivolta fu rapidamente soffocata, ma pochi anni dopo, nel 1795 la Signoria di Malines fu annessa alla Francia, allora in piena rivoluzione.